# 乾淨網路
乾淨網路（英語：the Clean Network），或译清洁网络，是由美國國務院委託美國智庫戰略暨國際研究中心（CSIS）評估電信設備供應，公布的一份全球5G乾淨網路名單，目的在確保其關鍵電信網路、雲端、數據分析、行動應用、物聯網、5G技術不使用到「不受信任」的設備供應商，以免受惡意攻擊者侵害，或受到中国共产党等專制政府不公正的法外控制。
2019年5月，來自全球30多個國家的政府官員與歐盟、北大西洋公約組織和工業界的代表一起參加了關於重要國家安全、經濟和商業考慮因素的討論，這些因素必須被納入每個國家對5G供應商的評估的一部分。最終由捷克議會主席發布的有關5G安全的布拉格提案是各國在設計、建設和管理5G基礎設施時要考慮的一系列建議和原則。
2020年8月5日，美國國務卿龐佩奧宣布擴大乾淨網絡計劃為以下要點：乾淨營運商（Clean Carrier）、乾淨商店（Clean Store）、乾淨行動應用程式（Clean Apps）、乾淨雲端（Clean Cloud）、乾淨電纜（Clean Cable）以及乾淨通道（Clean Path）。

## 乾淨網路的努力方向
根據美國國務院的說法，以下是乾淨網路目前的努力方向：

### 乾淨5G基礎設施
乾淨5G基礎設施不使用來自不受信任的IT供應商（例如華為和中興通訊）的任何有關傳輸、控制、計算或存儲設備，因為中國法律要求這些設備須符合中共的指令。

### 乾淨通道
乾淨通道要求所有來自5G獨立網絡進入或現有美國外交設施的網絡流量僅能通過受信任的供應商提供的設備傳輸，以防止不受信任的供應商攔截敏感信息並將其傳播給惡意行為者。

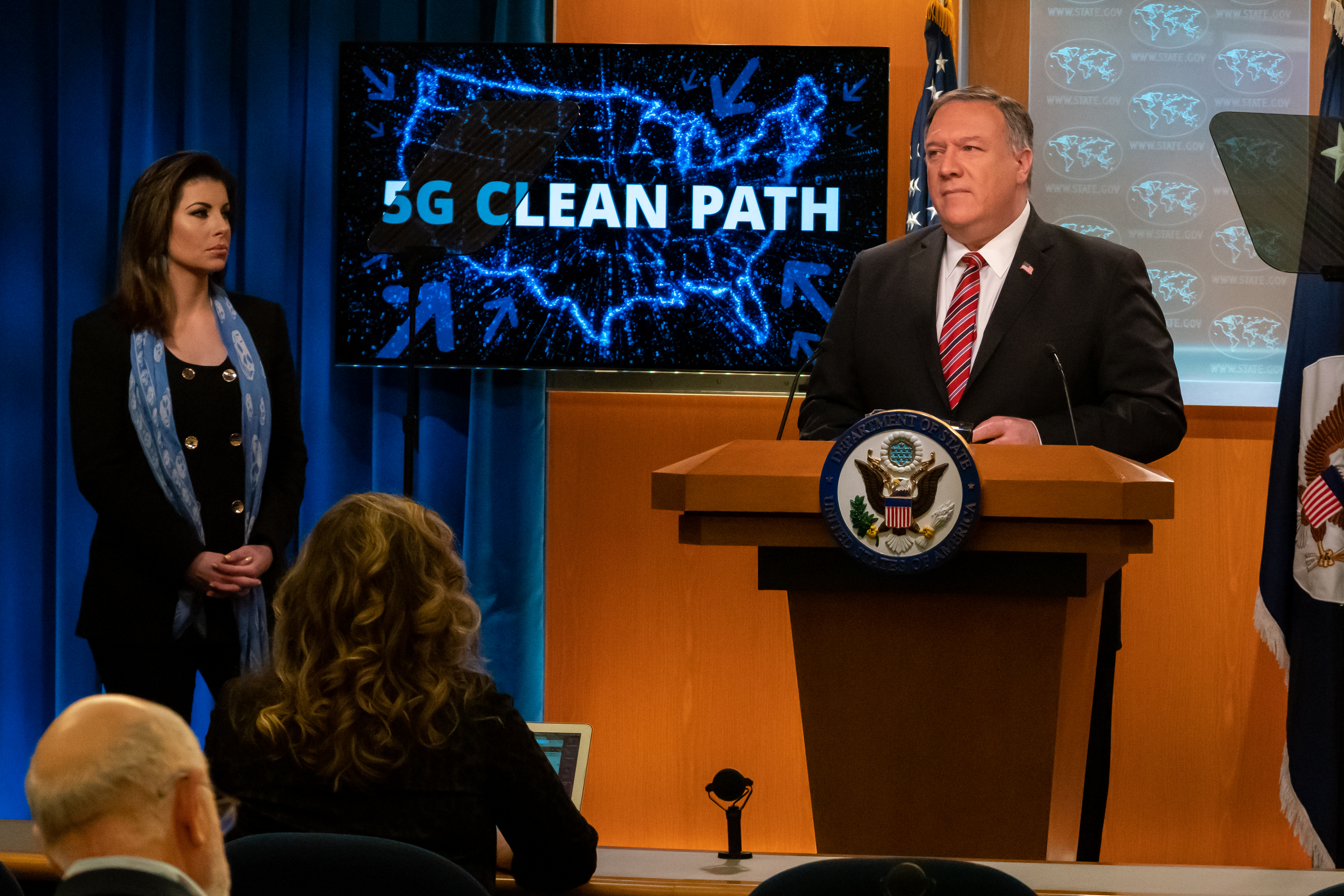
美國國務卿邁克·蓬佩奧 （Mike Pompeo） 於2020年4月29日描述了5G乾淨網路

正如美國國務卿蓬佩奧在2020年4月29日首次描述的那樣，5G乾淨通道是一種嘗試創建端到端通信路徑，該路徑不使用來自不受信任的IT供應商的任何設備。 這包括傳輸、控制、計算或存儲設備。蓬佩奧提出的擔憂是，這些供應商必須遵守中國共產黨的指示，包括可能洩露私人或機密信息。同樣，進入美國外交系統的移動數據流量將受到嚴格的要求，以保護其安全。

### 乾淨營運商
美國尋求確保不受信任的中華人民共和國運營商不與美國電信網絡直接相連，因為美國認為這些公司對美國國家安全構成威脅。

## 入選名單
中華民國
中華電信
遠傳電信
台灣大哥大
亞太電信
台灣之星
南韓
SK
KT
日本
NTT
KDDI
SoftBank
Rakuten
新加坡
Optus
法國
Orange
印度
Jio
澳洲
Telstra
英國
O2
西班牙
Telefónica
加拿大
羅傑斯通訊集團
TELUS
Bell
挪威
Telenor
瑞典
Telia
芬蘭
Elisa (公司)
美國
verizon
Sprint
AT&T
GCI

## 相關背景事件
2018年12月1日，华为公司现任副董事长兼首席财务官（CFO）、华为创始人任正非長女孟晚舟搭乘香港飞往墨西哥的航班在途经溫哥華转机时，被加拿大警方应美国政府司法互助要求逮捕，并以“華為涉嫌違反美國出口管制向伊朗出售敏感科技，並以假帳資料掩護”为由，面临美国纽约东区联邦地区法院之拘捕令与紐約東區检察官的指控，并可能遭到引渡。
12月6日，中国外交部发言人耿爽在记者会上表示，“中方已就此事分别向加方、美方提出严正交涉，并表明严正立场，要求对方立即对拘押理由作出澄清，立即释放被拘押人员，切实保障当事人的合法、正当权益。”华为总部所在地深圳市人民政府发表声明指，“我们密切关注此事，强烈要求加拿大方面立即澄清事实，解除无理拘押，切实保障当事人的合法、正当权益，立即释放被拘押人员。我们将继续关注事态进展，协助华为等在深企业维护在境内外正当权益。”
12月8日，中国外交部副部长乐玉成紧急召见加拿大驻华大使麦家廉，就加方拘押华为公司负责人提出严正交涉和强烈抗议。乐玉成表示，“加方以应美方要求为由，将在加拿大温哥华转机的中国公民拘押，严重侵犯中国公民的合法、正当权益，于法不顾，于理不合，于情不容，性质极其恶劣”，“加方要为此承担全部责任”。12月9日，中国外交部副部长乐玉成紧急召见美国驻华大使泰里·布兰斯塔德，就美方无理要求加方拘押在加拿大温哥华转机的华为公司负责人提出严正交涉和强烈抗议。乐玉成表示，“美方所作所为严重侵犯中国公民的合法、正当权益，性质极其恶劣。中方对此坚决反对，强烈敦促美方务必高度重视中方严正立场，立即采取措施纠正错误做法，撤销对中国公民的逮捕令。中方将视美方行动作出进一步反应。”
12月9日，华为副董事长孟晚舟在加拿大温哥华的住宅遭人闯入，嫌犯与屋内人对峙后逃离该街区，该屋屋主是孟晚舟的丈夫。温哥华警方称，“没有人受伤，也没有人被捕”。
12月12日，加拿大总理贾斯汀·特鲁多针对特朗普将干预孟晚舟案的言论表示，“不管其他国家发生了什么，加拿大现在是法治国家，永远是法治国家”。加拿大外长克里斯蒂娅·弗里兰在记者会上警告特朗普不要将华为高管孟晚舟引渡一案政治化。
2019年1月16日，美国《华尔街日报》报道，美联邦检察官正就华为涉嫌“从美企窃取商业机密行为”进行调查，该调查起源于T-Mobile公司2014年针对华为的诉讼。
1月29日，美国司法部宣布了对华为公司、有关子公司及其副董事长、首席财务官孟晚舟的指控，并表示即将向加拿大提出对孟晚舟的引渡请求。
5月16日，美国总统特朗普签署行政命令宣布进入国家紧急状态，允许美国禁止“外国对手”拥有或掌控的公司提供电信设备和服务。美国商务部宣布将华为及其70家公司列入出口管制实体名单之列，命令未经批准的美国公司不得销售产品和技术给华为公司。
5月17日，华为海思半导体总裁何庭波发出内部邮件称，该司多年前已经对芯片做出极限生存假设，并为公司生存研制了国产化备用芯片。何庭波表示，华为方面今后将实施“科技自立”方案，将国产化备用芯片“全部转正”，以确保公司大部分产品的战略安全与连续供应。
5月19日，谷歌公司宣布已经停止与华为公司的商业往来。路透社表示，这会对华为在海外的智能手机业务产生影响，因为其无法获得谷歌Android（安卓）操作系统的更新；华为手机也将无法使用Google Play、Gmail、YouTube以及Chrome等软件服务，非开源版本的安全更新也受到影响。消息人士透露，谷歌还在讨论可能受到美国政府禁令影响的具体服务内容。华为公司也表示，正在研究这份“实体名单”，特别是对于其海外市场可能造成的影响。华为消费者业务总裁余承东表示：“我们准备好了自己的操作系统。如果无法继续使用这些系统（Android），我们就准备开始B计划”，“华为的确拥有备用系统，但仅在必要情况下使用。说实话，我们并不想使用。”
5月20日，美国商务部宣布向华为颁发了一张为期90天的临时通用许可证，对中国华为公司的禁令做出“有限豁免”，旨在减轻对现有客户的影响。但华为仍被禁止购买美国零部件用以生产新产品。
6月1日，中国政府宣布，由于美国联邦快递未经许可将华为公司由日本寄往中国的邮件转寄美国检查，违反中国快递业有关法规，中国国家邮政局等有关部门决定对联邦快递立案调查。
6月12日，路透社报道称，中国华为公司已要求美国最大电信运营商威瑞森通信支付230多项专利的费用，总计金额超过10亿美元，相当于威瑞森2018年四季度净利润的一半。
6月21日，中国华为公司在美国哥伦比亚特区联邦地区法院对美国商务部提出起诉，理由是美商务部于2017年7月将一套包括服务器和以太网交换机在内的电信设备发往位于加利福尼亚的测试实验室的途中将其扣押在阿拉斯加。
6月29日，中国国家主席习近平与美国总统特朗普在2019年二十國集團大阪峰會举行双边会谈。双方同意重启经贸磋商，美方不再对中国产品加征新的关税。
特朗普表示，“我们将从我们之前停下来的地方继续与中国工作”，两国经贸谈判将重回轨道，中国将恢复从美国进口农产品和其他货物，美国欢迎中国学生赴美留学。特朗普同时指，美国公司向华为出售大量产品用于华为的产品中，“涉及到很多钱”，他支持美国公司向其他国家销售产品。特朗普还表示，美国公司对销售禁令很不高兴，因此美国政府现在允许它们继续向华为出售产品。
8月7日，白宫宣布禁止美國政府部门购买华为的设备和服务。
8月19日，美国商务部表示，美国将延长华为从美国公司购买产品的许可90天，以便为现有客户提供服务。同时，美国商务部决定将另外46家华为的子公司列入实体清单中。
11月18日，美国商务部宣布了针对华为的90天许可延期，允许美国企业继续与华为进行业务往来。
11月22日，美国联邦通信委员会投票决定，禁止美国电信运营商使用政府项目资金购买中国华为和中兴公司的设备。

## 评价
中華人民共和國
8月14日，中华人民共和国外交部发言人赵立坚在例行记者会上回应称：“他们想要的恐怕不是‘清洁网络’，而是‘美国网络’，不是‘5G安全网络’，而是‘美国监听网络’，不是保护个人‘隐私自由’，而是巩固美国‘数字霸权’。全球化时代，5G开发应由各国共商共建共享。将5G问题政治化、搞小圈子的做法不利于5G的发展，有悖公平竞争原则，也不符合国际社会共同利益。”